# Сано, Мигель
Мигель Анхель Сано Хеан (исп. Miguel Ángel Sanó Jean; 11 мая 1993, Сан-Педро-де-Макорис) — доминиканский бейсболист, игрок первой и третьей баз клуба Главной лиги бейсбола «Миннесота Твинс». Участник Матча всех звёзд лиги 2017 года.

## Биография

### Ранние годы и начало карьеры
Мигель Сано родился 11 мая 1993 года в городе Сан-Педро-де-Макорис, центре одноимённой провинции. Его биологический отец, ушедший из семьи, носил фамилию Апонте. Мать Мелания Хеан, гаитянка по происхождению, позднее начала встречаться с мужчиной по фамилии Сано, которая закрепилась и за её сыном. В 2009 году он в статусе международного свободного агента подписал контракт с клубом «Миннесота Твинс», получив бонус в размере 3,15 млн долларов. Эта сумма стала рекордной для позиционного игрока из стран Латинской Америки за исключением Кубы. Интерес к нему проявлял и клуб «Питтсбург Пайрэтс». Заключению соглашения предшествовало трёхмесячное расследование Главной лиги бейсбола, целью которого было установление возраста Сано. Высказывались предположения о том, что он был занижен, так как игроки старше 16-ти лет, как правило, при подписании контракта получали меньшие деньги. В ходе расследования были проведены экспертиза ДНК и измерение плотности костей. Этот процесс был детально описан в документальном фильме Ballplayer: Pelotero и книге The Eastern Stars. Рабочую визу Сано получил в декабре 2009 года.

### Профессиональная карьера
После дебютного сезона в профессиональном бейсболе, который Сано провёл в составах фарм-клубов «Твинс» в Доминиканской лиге и Лиге Галф-Кост, обозреватель издания Bleacher Report Мэтт Буш включил его в число игроков возможного стартового состава клуба через три года. В 2011 году в играх за «Элизабеттон Твинс» Сано отбивал с эффективностью 29,2 %, выбив 20 хоум-ранов. По ходу чемпионата тренерский штаб команды перевёл его с позиции шортстопа на третью базу. Сезон 2012 года он провёл в Лиге Среднего Запада в составе команды «Белойт Снэпперс», где отбивал с показателем 25,8 %, выбил 28 хоум-ранов и набрал 100 RBI. После его окончания Сано занял девятое место в рейтинге лучших молодых игроков по версии журнала Baseball America.
В сезоне 2013 года Сано суммарно провёл 123 игры в составах «Форт-Майерс Миракл» и «Нью-Бритен Рок Кэтс», выбив 35 хоум-ранов. После окончания чемпионата он перенёс операцию по восстановлению связок правого локтя, редкую для игрока его амплуа. Весь следующий сезон он был вынужден пропустить из-за реабилитации. В декабре 2014 года от порока сердца через неделю после рождения умерла его первая дочь Анхелика. В 2015 году он вернулся на поле в составе команды AA-лиги «Чаттануга Лукаутс». В 66 проведённых играх Сано отбивал с показателем 27,4 %, выбив 15 хоум-ранов и набрав 48 RBI. В июле он впервые был вызван в основной состав «Миннесоты» и дебютировал в Главной лиге бейсбола. До конца чемпионата Сано сыграл за «Твинс» в 80 матчах, выбив 18 хоум-ранов и набрав 52 RBI. В 2016 году его атакующая эффективность снизилась. Показатель OPS сократился с 91,6 % до 78,1 %. Главный тренер команды Пол Молитор связал это с психологическими проблемами.
В регулярном чемпионате 2017 года Сано сыграл 111 матчей, в которых отбивал с показателем 26,7 % и выбил 28 хоум-ранов. Его показатель OPS 87,0 % стал лучшим в команде. Летом он впервые в карьере принял участие в Матче всех звёзд лиги. Во второй части сезона Сано пропустил 38 игр из-за стрессового перелома ноги. В состав он вернулся в конце сентября, перед играми плей-офф. В декабре лига начала расследование в отношении игрока, поводом стало заявление Бетси Биссен, работавшей фотографом на одном из командных мероприятий в 2015 году, о сексуальных домогательствах. В марте 2018 года было объявлено, что оснований для дисквалификации Сано нет.
Сезон 2018 года сложился для Сано неудачно. Часть игр он пропустил из-за травмы колена, по ходу чемпионата руководство клуба переводило его в фарм-команды. Всего за «Твинс» он сыграл 71 матч, отбивая с эффективностью 19,9 %. В 2019 году он вернулся на прежний уровень. В регулярном чемпионате он выбил 34 хоум-рана, внеся значительный вклад в командный рекорд по их общему количеству за сезон. В январе 2020 года Сано продлил контракт с клубом на три года, сумма соглашения составила 30 млн долларов. В сокращённом из-за пандемии COVID-19 чемпионате 2020 года он сыграл 53 матча с показателем отбивания 20,4 %. Доля получаемых им страйкаутов выросла до 43,9 %, по их общему числу Сано стал худшим игроком Американской лиги. В начале следующего сезона обозреватель газеты Star Tribune Патрик Ройс назвал его символом провальной стратегии игры команды на бите, ориентированной на большое количество хоум-ранов. Неудачно начав чемпионат 2021 года, Сано провёл рекордные для себя 132 матча и выбил 30 хоум-ранов, но его показатель OPS 77,1 % был заметно ниже уровней 2017 и 2019 годов.